# Павлівка (Кобеляцька міська громада)
Павлі́вка — село в Україні, у Кобеляцькій міській громаді Полтавської області. Населення становить 200+ осіб.  

## Географія
Село Павлівка знаходиться на відстані до 2-х км від сіл Грицаївка, Леваневське та Самарщина. До села примикає велике болото.

## Історія
За даними на 1859 рік у власницькому селі Кобеляцького повіту Полтавської губернії, мешкало 262 особи (137 чоловічої статі та 125 — жіночої), налічувалось 27 дворових господарств, існував завод.
12 червня 2020 року, відповідно до розпорядження Кабінету Міністрів України № 721-р «Про визначення адміністративних центрів та затвердження територій територіальних громад Полтавської області», село увійшло до складу Кобеляцької міської громади.
19 липня 2020 року, в результаті адміністративно - територіальної реформи та ліквідації Кобеляцького району, село увійшло до складу новоутвореного Полтавського району Полтавської області.

## Економіка
- Молочно-товарна ферма.

## Відомі люди
Народилися
- Самарський Сергій Левкович — український зоолог та педагог. Керівник наукової школи з вивчення фауни та екології наземних хребетних Середньої Наддніпрянщини другої половини ХХ століття.